# Ray Fearon
Ray Fearon (né le 1er juin 1967[réf. nécessaire] à Londres, Royaume-Uni) est un acteur britannique qui a notamment joué le rôle du centaure Firenze dans le premier film de la saga Harry Potter.

## Filmographie
- 1995 : Prime Suspect 4: Scent of Darkness (TV) : Mark Whitehouse
- 1997 : Hamlet : Francisco
- 1997-2002 : Brigade volante (série télévisée) : Foley Marsh / Paul Sharpe
- 1997 : Band of Gold (série télévisée) : Paul
- 1999 : The Clandestine Marriage : Brush
- 2000 : A Christmas Carol (en) (TV) : Jacob Marley
- 2001 : EastEnders (série télévisée) : Lennie
- 2001 : Harry Potter à l'école des sorciers : Firenze
- 2002 : Outside the Rules (TV) : Gary Rainford
- 2002 : Et alors ? (série télévisée) : Riggs
- 2003-2008 : Doctors (série télévisée) : Malcolm Tumelo
- 2003 : Keen Eddie (série télévisée) : Georgie Pendergast
- 2003 : Meurtres en sommeil (série télévisée) : Miles Patterson
- 2005 : Révélations (série télévisée) : Benjamin
- 2005-2006 : Coronation Street (série télévisée) : Nathan Cooper
- 2008 : The Chef's Letter : le sous chef
- 2009 : Lulu und Jimi : Jimi
- 2009 : Missing : Disparus sans laisser de trace (série télévisée) : Karl Hughes
- 2010 : Taw (série télévisée) : Paul
- 2010 : Ein Sommer in Kapstadt (TV) : Gabriel Swart
- 2010 : Morlocks (TV) : Tyrell
- 2011 : Beate Uhse - Ich will Freiheit für die Liebe (TV) : Jeff
- 2009 : Insoupçonnable (série télévisée)
- 2012 : Hamilton : Dans l'intérêt de la nation : Benjamin Lee
- 2014 : Da Vinci's Demons (série télévisée) : Carlo de Médicis
- 2017 : The Foreigner : Richard Bromley
- 2017 : La Belle et la Bête : Père Robert
- 2022 : Memory de Martin Campbell
- 2022 : La Dame du Paradis : Abu Bakr
- 2025 : Cleaner de Martin Campbell : Kahn
- 2025 : À contre-sens : Londres de Dani Girdwood : William